# Stornelli d'esilio
O profughi d'Italia a la ventura

si va senza rimpianti né paura.
Dei miseri le turbe sollevando

fummo d'ogni nazione messi al bando.
Dovunque uno sfruttato si ribelli

noi troveremo schiere di fratelli.
Raminghi per le terre e per i mari

per un'Idea lasciamo i nostri cari.
Passiam di plebi varie tra i dolori

de la nazione umana precursori.
Ma torneranno Italia i tuoi proscritti

ad agitar la face dei diritti.
Ogni distico è seguito dal ritornello:
Nostra patria è il mondo intero

nostra legge è la libertà

ed un pensiero

ribelle in cor ci sta.
La diffusione popolare e in forma cantata ha comportato lo sviluppo di numerose varianti. Il ritornello, ad esempio, compare anche nella forma:
Nostra patria è il mondo intero

nostra legge è libertà

ed un pensiero libero

nel cuor sempre ci starà.
mentre le strofe (gli stornelli, appunto) possono subire adattamenti di varia natura (soprattutto nel testo, ma anche nella melodia o nel ritmo) in base al gusto e alle esigenze del momento.
Stornelli d'esilio (conosciuta anche come Nostra patria è il mondo intero) è una canzone scritta dall'anarchico italiano Pietro Gori nel 1895.

## Caratteristiche
Composta su una base musicale tratta dal canto popolare toscano Figlia campagnola, fu pubblicata per la prima volta nel 1898 sull'opuscoletto Canti anarchici rivoluzionari, edito dalla rivista degli anarchici italiani profughi in America La Questione sociale, e divenne l'inno dell'internazionalismo libertario.
Pur nel suo anelito di ribellione e di libertà, il testo, di fine Ottocento, tradisce chiaramente i gusti letterari e le passioni ideali dell'epoca. Dal punto di vista del contenuto storico e politico, richiama da vicino la vicenda personale dell'autore e l'altra sua celebre composizione Addio a Lugano. Il ritornello "Nostra patria è il mondo intero" è ripreso dall'introduzione dell'opera buffa Il turco in Italia (1814) di Gioachino Rossini e Felice Romani. Impropria appare, almeno formalmente, la definizione di stornello.